# Bulgarrenault
Bulgarrenault was de naam van Renault-modellen die in Plovdiv in Bulgarije werden geassembleerd.

## Geschiedenis
De autogeschiedenis van Bulgarije kwam, net als in andere landen van het Balkanschiereiland, verhoudingsgewijs laat op gang. Tot in de jaren 60 was er geen eigen auto-industrie, de eigen behoefte van het land werd uitsluitend door import gedekt. Bulgarije was, overeenkomstig het besluit van de zevende Comecon-conferentie in 1956, gespecialiseerd in de productie van heftrucks en elektrische transportkarren.
Met de voortschrijdende industriële ontwikkeling van het land en met de stijging van de levensstandaard groeide ook de behoefte aan personenauto's. Daarop besloot men tot de oprichting van eigen productiefaciliteiten. De uitbouw van de Bulgaarse auto-industrie concentreerde zich tot in de jaren 70 vooral op de bedrijfswagensector. Daarnaast zorgden licentieovereenkomsten (ook met Fiat en Moskvitsj) ten slotte voor de jaarproductie van bijna 16.000 personenwagens.
In 1967 begon de montage van de Renault-modellen R8, R10 en Alpine (Bulgaralpine) als coupé en cabriolet. In totaal zijn tot 1971 ongeveer 3500 auto's gemonteerd. Naast de originele Franse componenten werden ook enkele onderdelen uit Bulgaarse productie (bijvoorbeeld interieurdelen) gebruikt. De kunststofcarrosserieën van de Bulgaralpine-sportwagen werden overigens ook in Bulgarije gemaakt.

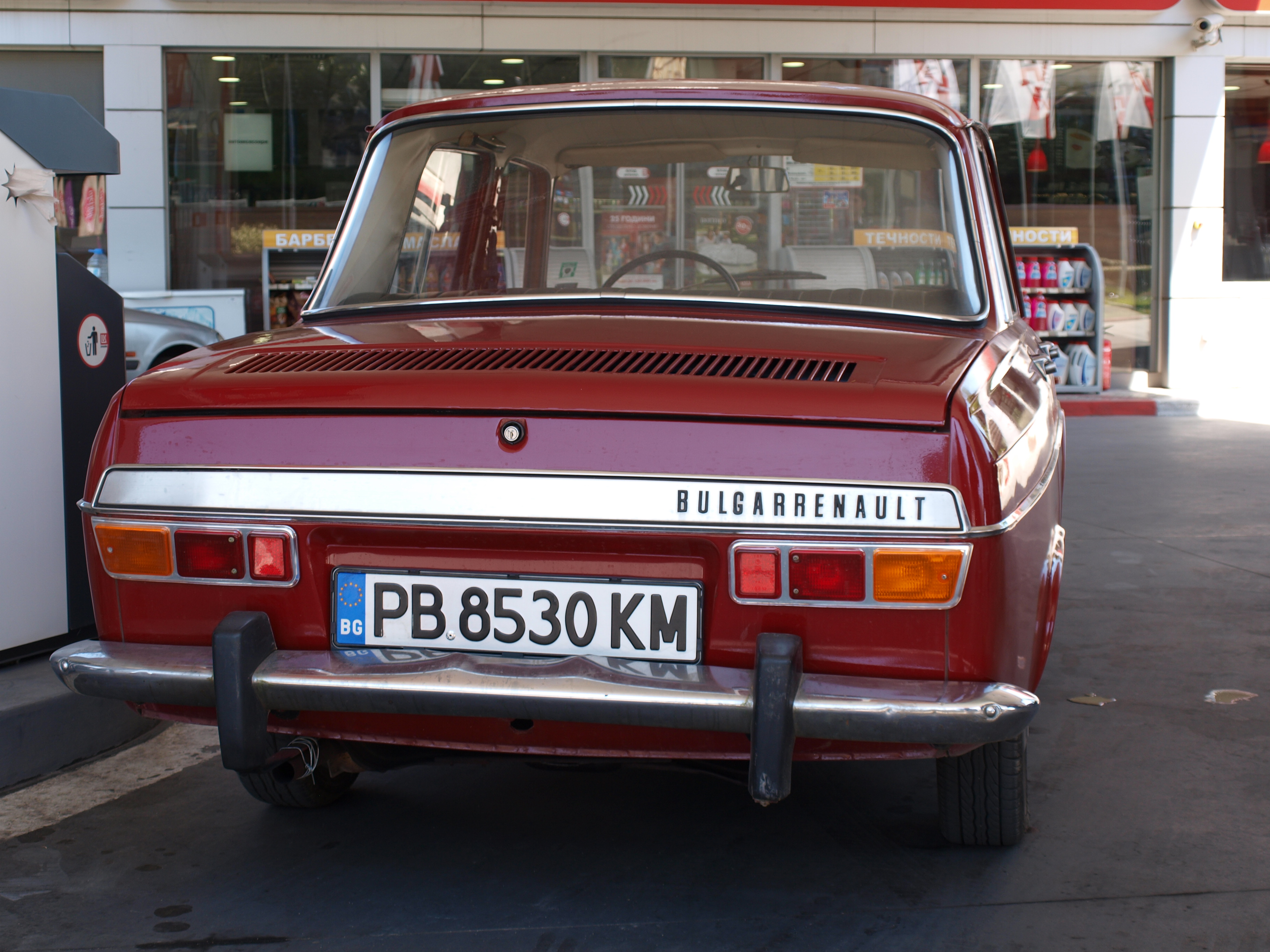
Bulgarrenault R10
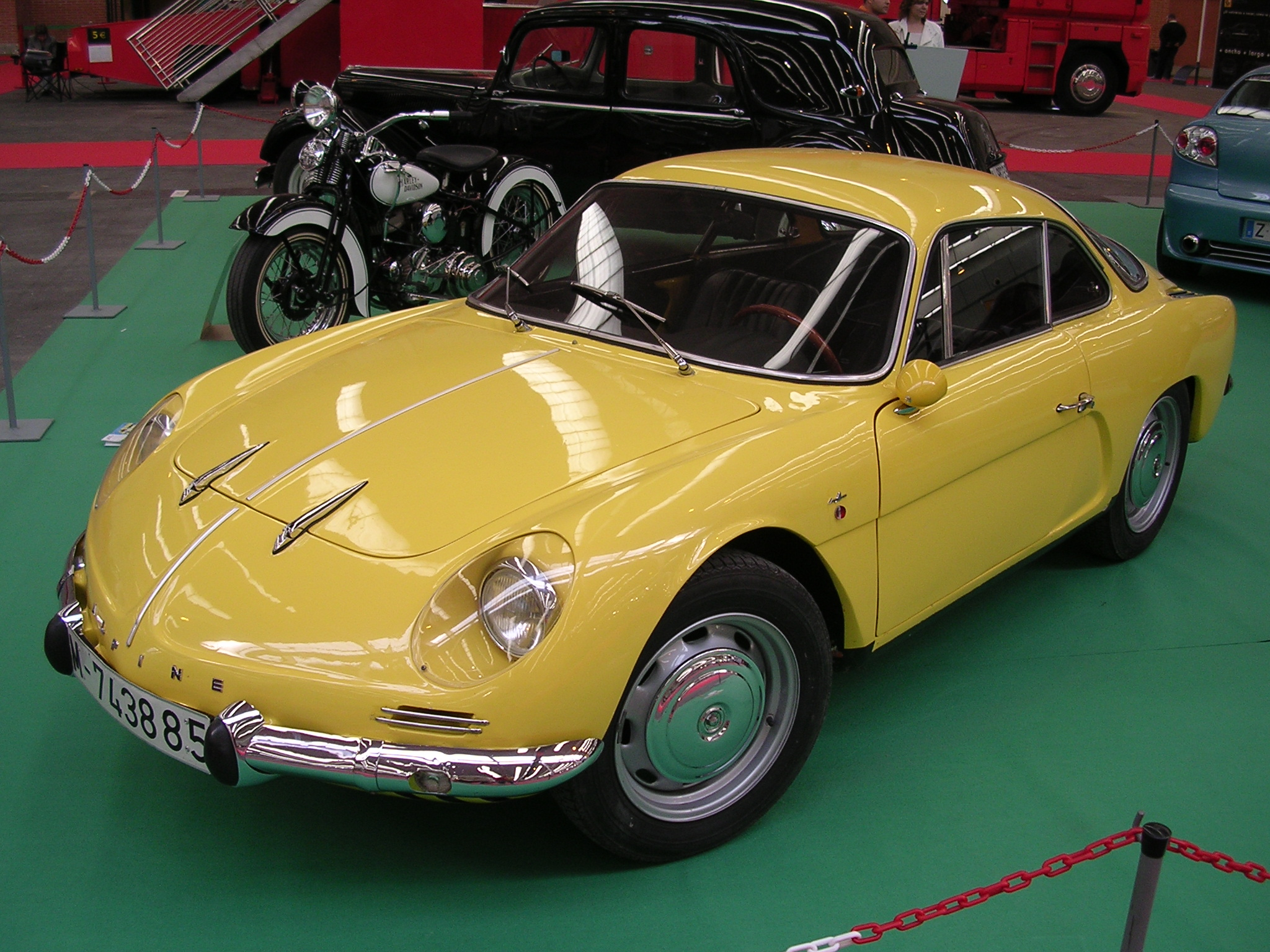
Alpine